# Sven Järve

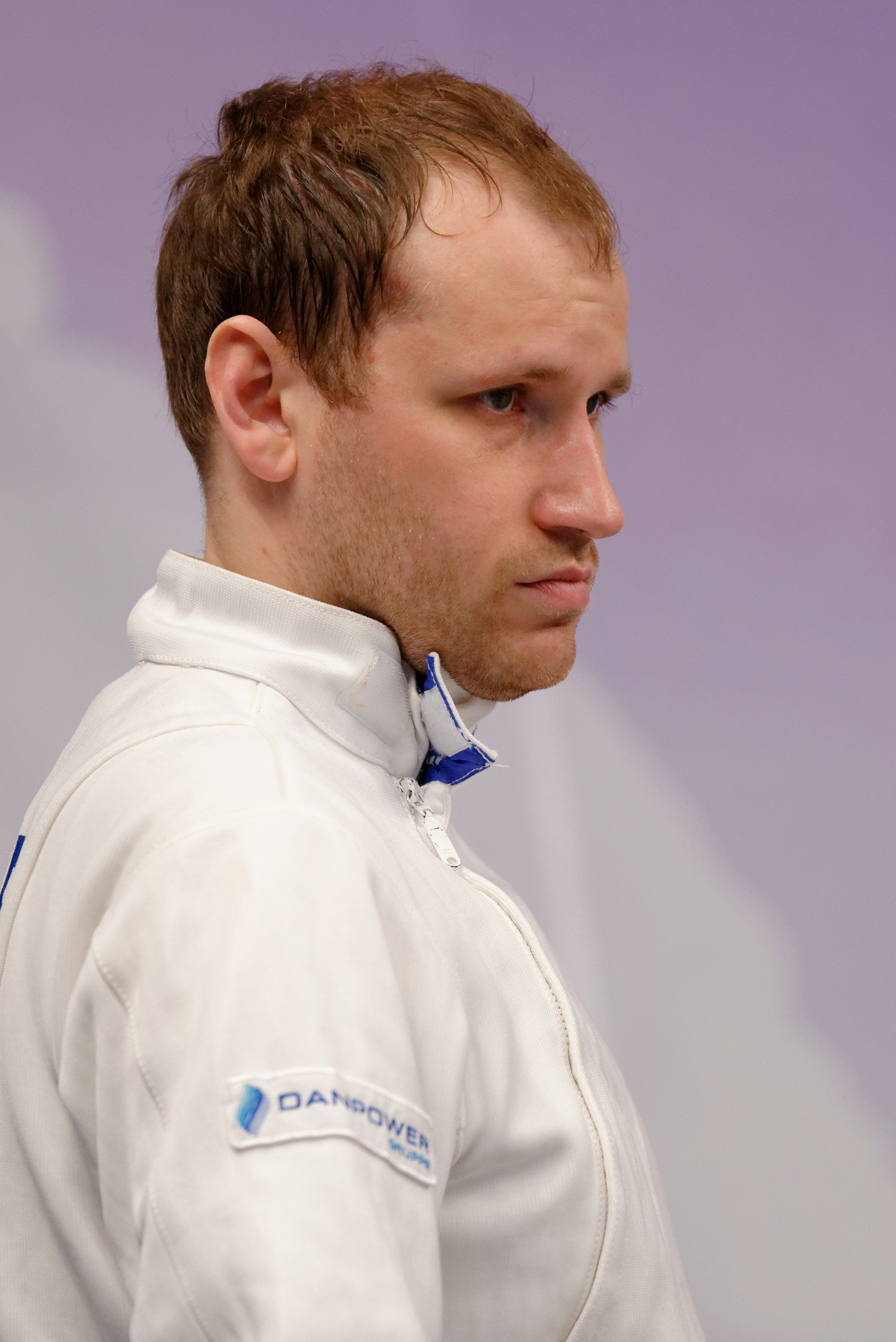
Sven Järve (2014)

Sven Järve (* 25. Juli 1980 in Tallinn) ist ein estnischer Degenfechter.
Järve konnte bei der Junioreneuropameisterschaft 1998 die Bronzemedaille erkämpfen. 2004 wurde er estnischer Meister im Degenfechten. Seinen größten internationalen Erfolg feierte der Linkshänder 2006. Bei den Fechtweltmeisterschaften in Turin unterlag er erst im Halbfinale mit 12 zu 15 dem Portugiesen Joaquim Videira und gewann die Bronzemedaille.